# Cantón de Villeneuve-la-Garenne
El cantón de Villeneuve-la-Garenne era una división administrativa francesa, que estaba situada en el departamento de Altos del Sena y la región de Isla de Francia.

## Composición
El cantón estaba formado por la comuna que le daba su nombre:
- Villeneuve-la-Garenne

## Supresión del cantón de Villeneuve-la-Garenne
En aplicación del Decreto nº 2014-256 de 26 de febrero de 2014, el cantón de Villeneuve-la-Garenne fue suprimido el 22 de marzo de 2015 y su comuna pasó a formar parte del nuevo cantón de Gennevilliers.